# فرنتس شرش
فِرِنتس شِرِش (مجاری: Ferenc Seres؛ زادهٔ ۳ نوامبر ۱۹۴۵) کشتی‌گیر اهل مجارستان بود.